# 小川まどか
小川 まどか（おがわ まどか、1979年1月23日 - ）は、シー・フォルダに所属している日本のフリーアナウンサー。

## 来歴
東京都渋谷区出身。國學院大學文学部史学科卒業。
大学を卒業後、2001年に静岡第一テレビ (SDT) に入社。同期の那須洋子とともに同局のアナウンサーになる。
2004年3月に静岡第一テレビを退社。東京へ戻り、セント・フォース所属のフリーアナウンサーになる。
2008年からはシー・フォルダに所属し、日経CNBCの番組キャスターを務めている。

## 担当番組

### テレビ番組
- さんさん静岡（静岡第一テレビ）
- ニュースプラス1しずおか（静岡第一テレビ）
- ぐるっと静岡食紀行（静岡第一テレビ）[2]
- 全国高等学校サッカー選手権大会静岡県大会中継（静岡第一テレビ） - 応援席リポーター、ベンチリポーター[5]
- 高校野球ダイジェスト（テレビ埼玉） - キャスター
- ジャスト（TBS） - リポーター
- 峰竜太のナッ得！ニッポン（BS朝日） - リポーター
- プロサッカーニュース（フジテレビ739） - MC、アシスタント
- NHK BS列島ニュース（NHK BS1） - キャスター
- NHK BSニュース（NHK BS1） - キャスター
- スーパーJチャンネル（テレビ朝日） - リポーター
- ビジネスヘッドライン（日経CNBC） - キャスター
- 日経ヴェリタストーク（日経CNBC） - キャスター
- Mナビ（テレビ東京） - キャスター
- 昼エクスプレス（日経CNBC） - キャスター
- 前場NOW（日経CNBC） - キャスター
- 日米マーケットリレー 朝エクスプレス（日経CNBC） - キャスター
- 楽しく豊かに！悠々シニアライフ〜どう生きる、人生100年時代〜（日経CNBC） - MC
- プロに聞く〜円満相続・賢く節税〜（日経CNBC） - MC
- GINZA CROSSING Talk（日経CNBC） - マーケットニュースコーナー MC

### ネット配信番組
- GOGOJUNGLE マーケット・ストラテジー（ストックボイスTV） - キャスター